# ميخائيل جونسون (لاعب كرة قدم مالطي)
ميخائيل جونسون (بالإنجليزية: Michael Johnson)‏ (11 مايو 1994 بمالطا - ) هو لاعب كرة قدم مالطي في مركز الدفاع.

## وصلات خارجية
- ميخائيل جونسون على موقع الاتحاد الأوربي (الإنجليزية)
- ميخائيل جونسون على موقع قاعدة بيانات كرة القدم.إي يو (الإنجليزية)
- ميخائيل جونسون على موقع ناشيونال فوتبول تيمز (الإنجليزية)
- ميخائيل جونسون على موقع Soccerway.com (الإنجليزية)
- ميخائيل جونسون على موقع عالم كرة القدم.نت (الإنجليزية)
- ميخائيل جونسون على موقع GSA (الإنجليزية)